# Desiertos del Namib, Karoo y Kaoko
La región de los desiertos del Namib, Karoo y Kaoko es una ecorregión incluida en la lista Global 200 del WWF. Se trata de una región desértica del suroeste de África, y está formada por cinco ecorregiones:
- Karoo suculento
- Desierto del Namib
- Karoo nama
- Sabana arbolada de Namibia
- Desierto de Kaoko